# Фирсов, Михаил Николаевич
Михаил Николаевич Фирсов (29 сентября 1950, Пахотный Угол, Тамбовская область — 9 октября 2007) — советский и российский хоровой дирижёр, композитор, художественный руководитель ГВХА «Русь» Владимирской областной филармонии. Лауреат Государственной премии РСФСР имени М. И. Глинки за концертную программу «Русский календарь» (1990). Заслуженный деятель искусств Российской Федерации (1993).

## Биография
Музыкальное образование получил в музыкальном училище и Государственном музыкально-педагогическом институте имени Гнесиных (1970—1980, 1983—1985). В ассистентуре учился у Н. В. Кутузова и Н. К. Мешко.

Могила на Улыбышевском кладбище

Работал в Оренбургском и Сибирском народных хорах главным хормейстером. С 1986 года — художественный руководитель Государственного вокально-хореографического ансамбля «Русь» (Владимир)

## Сочинения
Поэма для хора и оркестра «Православные»

## Память
Похоронен на Аллее Славы владимирского городского кладбища Улыбышево.
Имя М. Н. Фирсова присвоено Государственному вокально-хореографическому ансамблю «Русь» Владимирской областной филармонии.